# Hemisphaerius subopacus
Hemisphaerius subopacus är en insektsart som beskrevs av Ernst Evald Bergroth 1913. Hemisphaerius subopacus ingår i släktet Hemisphaerius och familjen sköldstritar. Inga underarter finns listade i Catalogue of Life.